# Potemník brazilský
Potemník brazilský nebo také potemník peruánský (Zophobas morio nebo také Tenebrio atratus) je brouk z čeledi potemníkovitých. Obývá střední a jižní Ameriku. Živí se organickým odpadem, pohybuje se převážně po zemi a létá pouze při hledání nových zdrojů potravy. Prodělává čtyři vývojová stadia: vajíčko, larva, kukla a dospělec. Larvy jsou dlouhé až 60 milimetrů, dospělci měří 18 až 22 milimetrů. Larvy mají oranžovou barvu s černým koncem těla, dospělci jsou zpočátku červení a časem zčernají. Dospělí brouci produkují na obranu páchnoucí sekret.
Larvy obsahují 46.80% proteinů, 43.64% tuků, 8.17% popela and 1.39% uhlohydrátů. Používají se jako krmivo v teraristice a akvaristice i jako rybářské návnady, mohou také sloužit jako lidská potrava.
Larva bývá nazývána „superčerv“. Odborníci z filipínské Ateneo de Manila University zjistili, že ve střevech larev žije symbiotická bakterie, která jim umožňuje strávit polystyren. Potemník brazilský tedy může být využit k likvidaci plastového odpadu. Zpracuje za den čtyřikrát více polystyrenu než larva potemníka moučného a dokáže přežít i tehdy, když nedostane žádnou jinou potravu.
Parazituje na něm hromadinka Gregarina tibengae.